# Hoogspanning (bordspel)

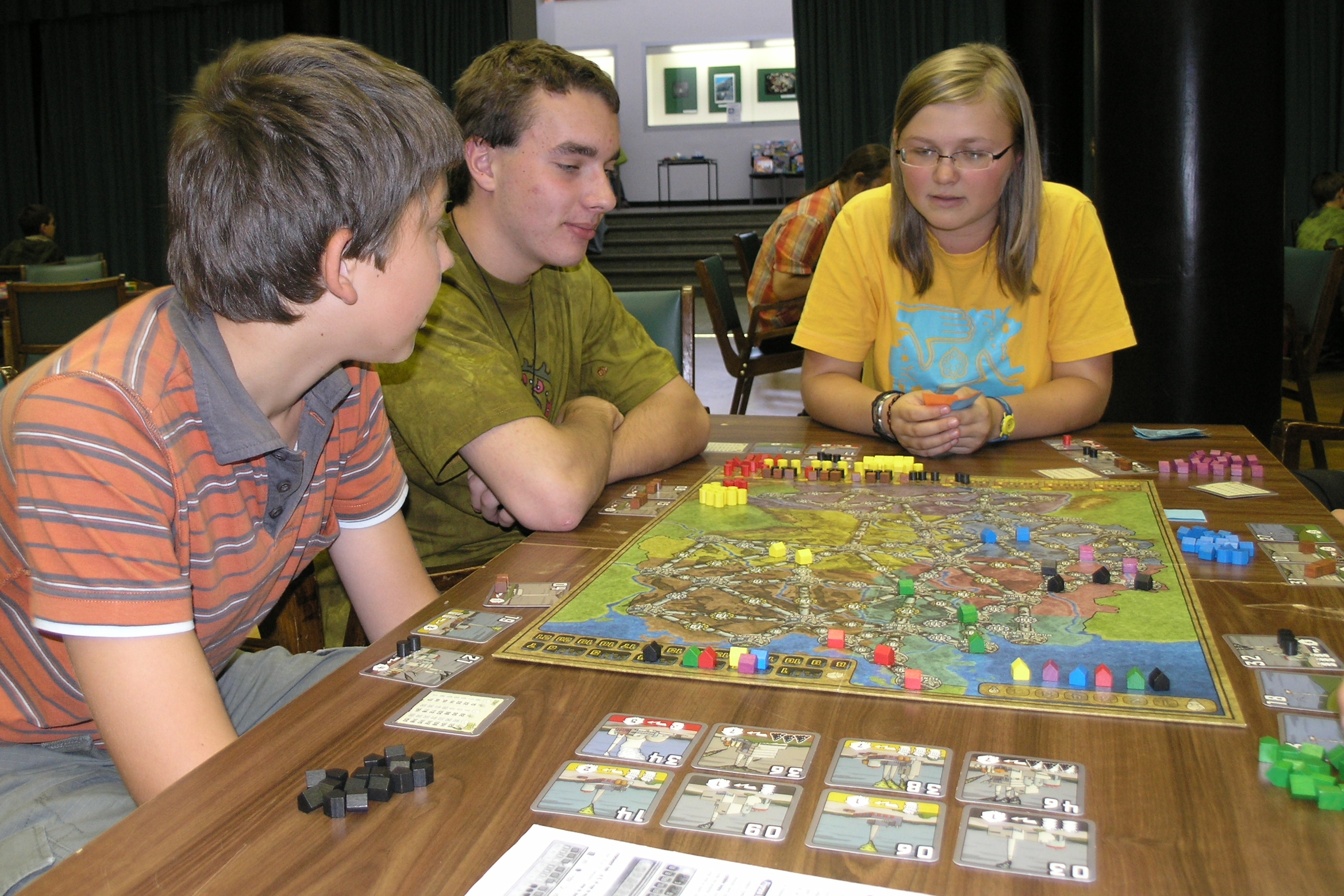
Funkenschlag

Hoogspanning is de Nederlandstalige editie van het Duitse bordspel Funkenschlag, ontworpen door Friedemann Friese en voor het eerst gepubliceerd in 2004. Power Grid (de Engelstalige variant) wordt uitgegeven door Rio Grande Games.
Doel van het spel is om steden op de kaart van elektriciteit te voorzien. Daarvoor moet je grondstoffen inkopen en energiecentrales bouwen.
Het spel kwam voor het eerst in 2001 op de markt. In latere jaren werd het spel uitgebreid met meerdere kaarten. In 2009 werd het spel in Nederland uitgegeven door 999 Games.
In 2010 won het spel de Vlaamse spellenprijs Gouden Ludo.